# Pháo đài Rohtas
Pháo đài Rohtas (Tiếng Punjab, tiếng Urdu: قلعہ روہتاس; Qila Rohtas) là một pháo đài từ thế kỷ 16, nằm gần thành phố Jhelum, tỉnh Punjab của Pakistan. Pháo đài này được xây dựng trong thời gian trị vì của nhà vua Sher Shah Suri người Pashtun, trong khoảng thời gian từ 1541 đến 1548. Pháo đài được xây lên nhằm mục đích chinh phục các bộ lạc nổi loạn ở vùng Potohar miền bắc Punjab, trung thành với vương triều Mogul. Pháo đài này là một trong những pháo đài lớn nhất và kiên cố nhất tại tiểu lục địa. Pháo đài Rohtas đã không bị ảnh hưởng nặng nề từ thiên nhiên và còn bảo toàn được phần lớn công trình.
Pháo đài nổi tiếng với những bức tường phòng thủ lớn, và một số cổng ra vào khổng lồ. Rohtas được UNESCO công nhận là di sản thế giới vào năm 1997 vì là "ví dụ điển hình về kiến trúc quân sự Hồi giáo ở Trung và Nam Á".

## Vị trí

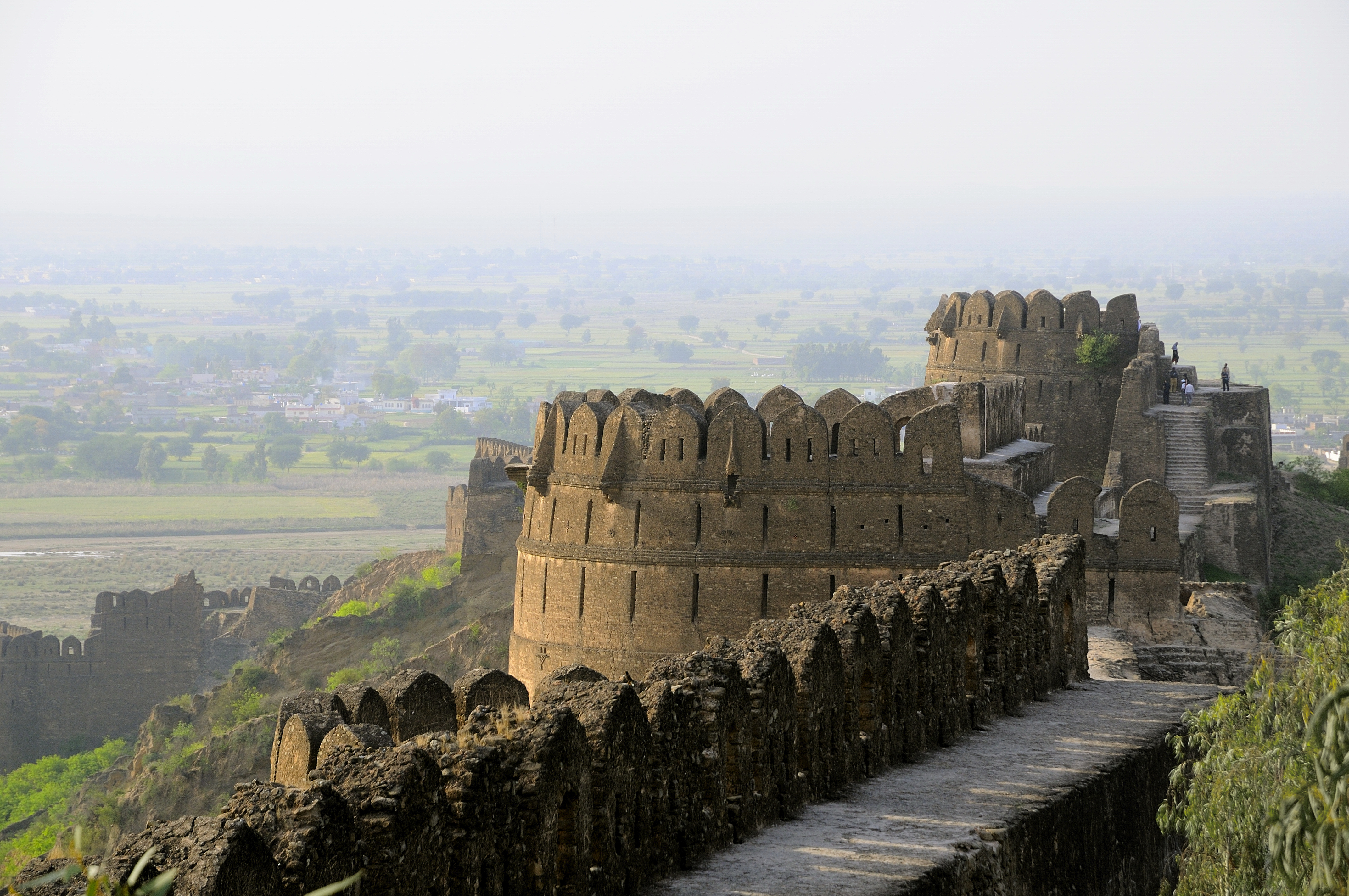
Pháo đài Rohtas được xây trên một ngọn đồi nhìn xuống Cao nguyên Potohar.

Pháo đài nằm cách tám ki lô mét về phía nam của Grand Trunk Road. Nó cách khoảng 16 km về hướng tây bắc thành phố Jhelum và cũng gần thành phố Dina. Con đường lịch sử Shahrah-e-Azam từng có lần đi gần kề với bức tường ngoài phía bắc của pháo đài.
Pháo đài Rohtas được xây dựng trên một ngọn đồi nhìn ra hẻm núi, nơi sông Kahan gặp một dòng suối chảy theo mùa có tên Parnal Khas trong rặng núi Tilla Jogian. Pháo đài cao hơn 90 mét (300 ft) so với mặt bằng xung quanh, tức hơn 800 mét (2.600 ft) so với mực nước biển và có diện tích khoảng 51.000 mét vuông (13 mẫu Anh).

## Nền tảng
Người sáng lập ra triều đại Sur là Sher Shah Suri đã cho xây dựng pháo đài. Pháo đài được xây nhằm để ngăn chặn sự trở về của nhà vua triều đại Mogul Humayun. Humayun đã bị mất nước và đày sang Ba Tư sau thất bại ở Trận Kannauj. Pháo đài này có vị trí chiến lược giữa vùng núi Afghanistan và vùng đồng bằng Punjab.
Pháo đài cũng được dựng lên để đàn áp các bộ tộc Gakhar địa phương của vùng Potohar. Các bộ tộc Gakhar là những đồng minh của Đế quốc Mogul và từ chối chấp nhận sự lãnh đạo của Sher Shah Suri.

## Lịch sử

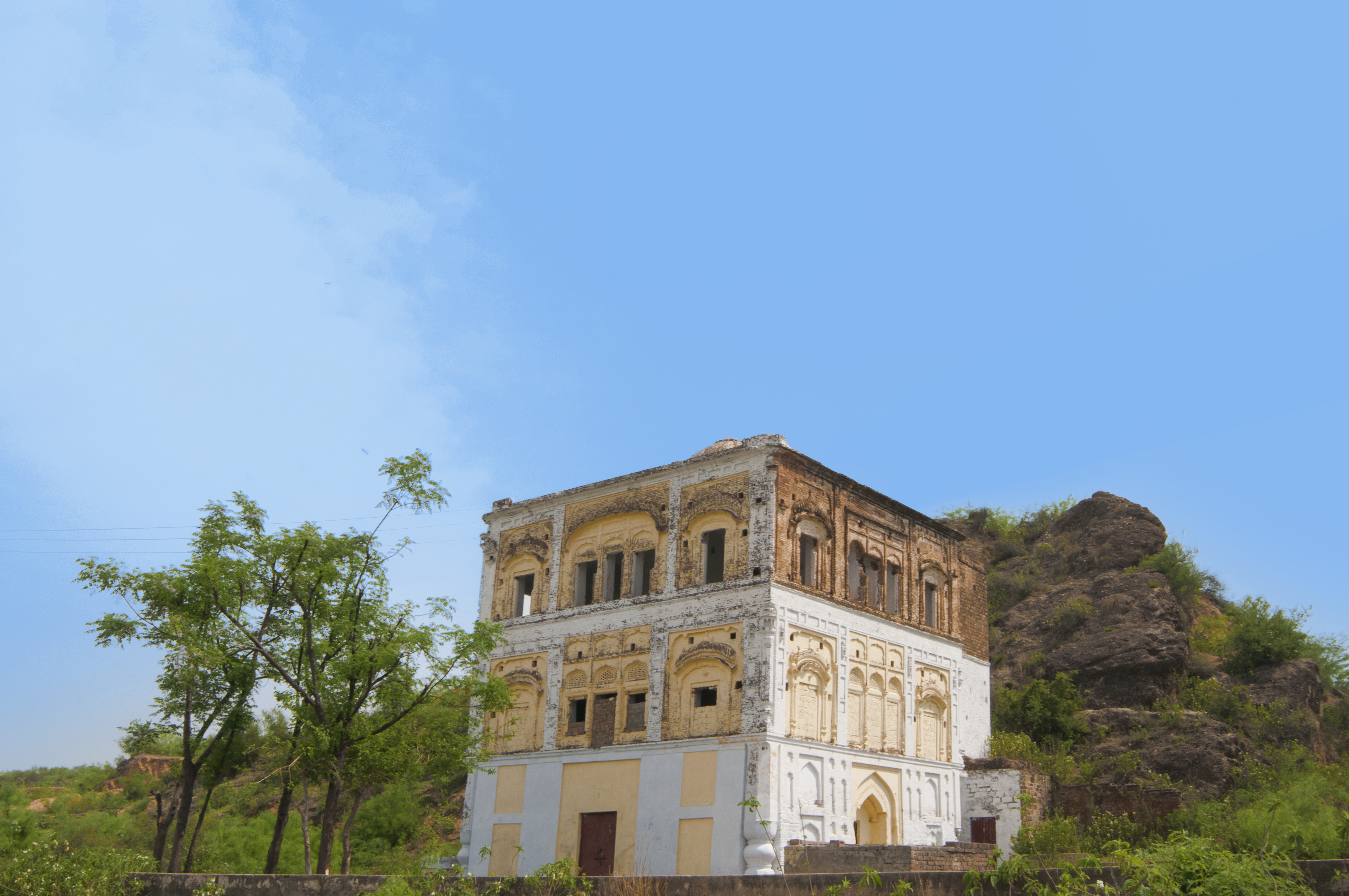
Gurudwara Chowa Sahib nằm gần cổng Talaqi và commemorates the site where Guru Nanak is said to have created a water-spring with the strike of his cane.

### Thời kỳ Sur
Việc xây dựng pháo đài bắt đầu từ năm 1541, dưới sự chỉ đạo của Todar Mal Khatri, một đại diện của Đế chế Sur. Công việc xây dựng hoàn thành năm 1548. Việc xây dựng ban đầu bị chậm do các bộ lạc Gakhar địa phương được thuê làm lao công từ chối làm việc. Những nhà lãnh đạo Mogul cuối cùng phải tăng lương, khiến cho một số bộ lạc Gakhar tham gia vào việc xây dựng pháo đài.

### Thời kỳ Mogul
Đến năm 1555, hoàng đế Humayun của Mogul đã chiếm được pháo đài sau khi tổng trấn tại đây là Tatar Khan Khasi không chặn nổi sự tấn công của quân đội Mogul.
Pháo đài mất đi phần lớn mục đích ban đầu là trấn áp các bộ lạc Gakhar ủng hộ Mogul, cũng như ngăn cản sự quay lại của Hoàng đế Humayun, giờ không còn cần thiết nữa. Thêm vào đó, khi hoàng đế Akbar xây dựng pháo đài Attock ở cạnh đó trong thập niên 1580, Attock đã đáp ứng tốt hơn yêu cầu của đế quốc Mogul. Pháo đài Rohtas lúc này trở thành thủ phủ của các bộ lạc Gakhar mà ban đầu nó được thiết kế nhằm mục đích ngăn chặn và không còn cần lực lượng quân sự đồn trú ở đây nữa, vì các bộ lạc Gakhar địa phương vẫn trung thành với vương triều Mogul.

### Thời kỳ hậu Mogul
Pháo đài vẫn được sử dụng trong thời kỳ Mogul, và nó được sử dụng trong phần lớn thời gian cho đến năm 1707, dù các vua triều Mogul không thường xuyên tới đây vì nó thiếu những khu vườn lớn và những loại công trình kiến trúc lớn như tại các pháo đài được xây dưới thời Mogul, ví dụ Pháo đài Lahore. Sự phục hồi của pháo đài diễn ra trong những ngày tàn của đế chế Mogul, khi Đế quốc Sikh đối địch bắt đầu mở rộng lãnh thổ trong khu vực. Nader Shah của Ba Tư và vua Afghanistan Ahmed Shah Abdali đều từng đóng tại pháo đài khi thăm dò Punjab trong những ngày tàn của đế chế Mogul.
Năm 1825, quân đội Sikh của Gurmukh Singh Lamba đã đánh chiếm pháo đài từ thủ lĩnh Gakhar là Nur Khan. Rohtas cũng thereafter used for administrative purposes by the Sikh ruler Ranjit Singh.

## Bố cục

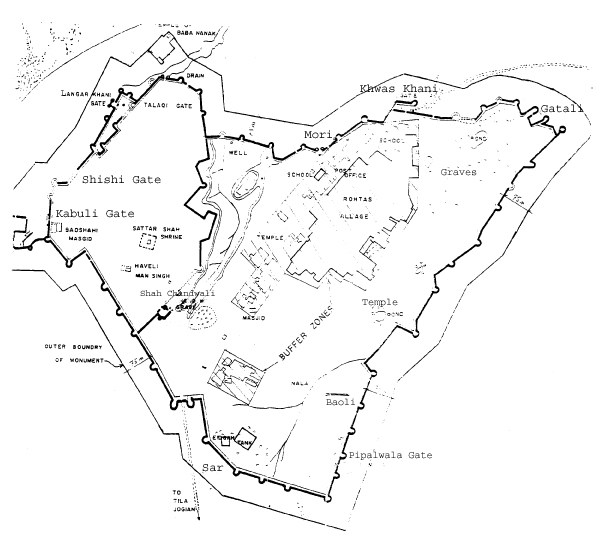
Bố cục của pháo đài.

Pháo đài Rohtas có diện tích khoảng 70 hecta, được bao quanh bằng 4 ki lô mét tường thành và có 68 tháp canh pháo đài cùng 12 cổng. Pháo đài có hình tam giác không đều và men theo các đường viền của quả đồi mà nó được xây dựng trên đó. Phía tây bắc của pháo đài bị ngăn cách với phần còn lại của pháo đài bằng một bức tường dài 533 mét. The enclosed section served as a citadel for elites and was more heavily guarded. The enclosed section is site of much of the fort's most notable remains. The fort's Langar Khani gate opens into the citadel, but is actually a trap that is in the direct line of fire from the fort's bastions.
Pháo đài lớn có thể chứa lực lượng lên đến 30.000 người. The enclosed section served as a citadel for elites. Due to its location, massive walls, trap gates and 3 baolis (stepped wells), it could withstand a major siege - although it was never actually besieged. There are no palaces in the Fort except for the Raja Man Singh Haveli, which is built on the highest point of the citadel.

## Những công trình chính

### Ramparts

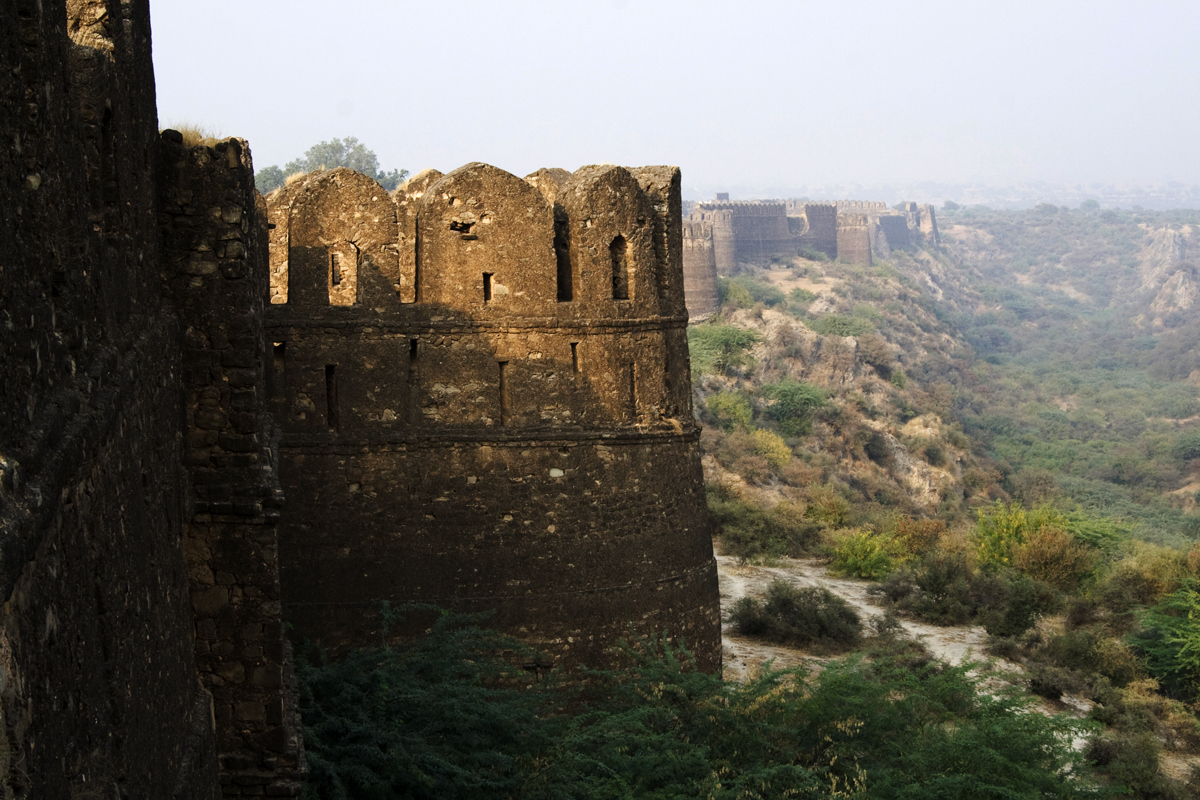
Rohtas Fort is protected by thick defensive walls.

The height of the outer wall varies between 10 and 18 metres, with a thickness that varies between 10 and 13 metres. The fortified walls have 68 bastions at irregular intervals, with 12 monumental gateways providing access to the inner fort. The ramparts follow the hilltop's contours.
The walls have up to 3 terraces located at different levels. Each level was connected to the other by way of a staircase. The uppermost terrace has merlon-shaped battlements from which muskets could be fired, and from which soldiers could also pour molten lead.
The wall is built in sandstone laid in lime mortar mixed with brick. The gates are in grey ashlar masonry. Some portions have been built using burnt brick.

### Cổng pháo đài
Pháo đài Rohtas có tất cả 12 cổng được liệt kê dưới đây. Tất cả các cổng đều được xây bằng đá ashlar.

#### Sohail

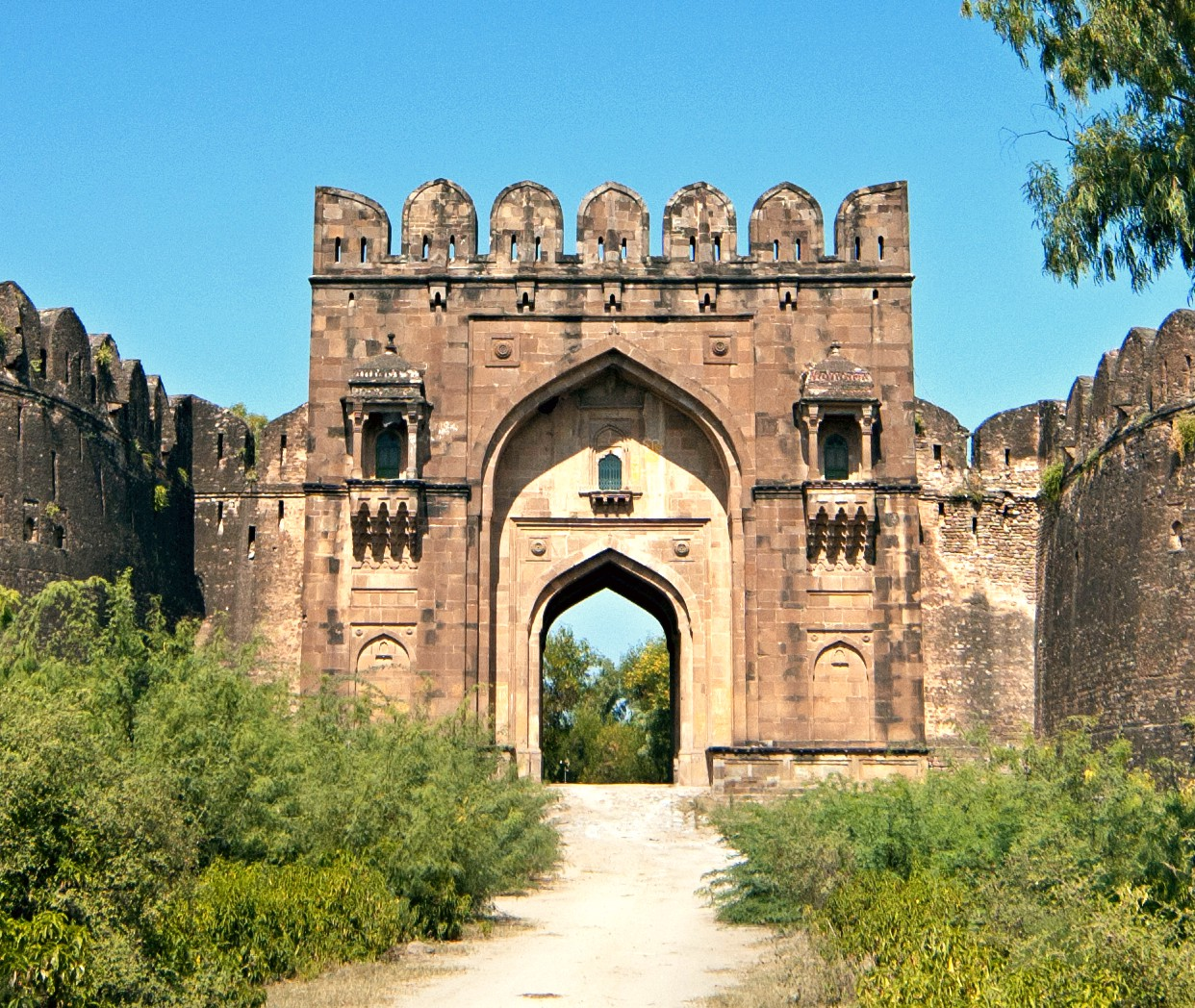
Cổng Sohail

Cổng Sohail features some of the best masonry work of the Sur Empire, and was likely the ceremonial main entrance to the fort.
It derives its name from a local saint named Sohail Bukhari − whose remains are interred in the south-western portion of the gate.
The gate rectangular in shape, and measures 21,34 mét (70,0 foot) high, by 20,73 mét (68,0 foot) wide, and with a depth of 15 mét (49 foot). Its central archway is 4,72 mét (15,5 foot) wide, and maintains its shape throughout the gates depth. The gateway is with floral motifs, with richer decoration on the outer face.
Balconies on either side of the central arch feature have small domes on their roofs. Unlike other parts of the fort which were built in an Afghan-Persian style, the balcony designs are derived from Hindu architecture. Similar balconies can be seen in Haveli Man Singh.
There are seven battlements along the outer face of the Sohail gate. The gate features room in the upper portion that have windows which open towards the fort's interior. Like the outer arch there is a small window in the middle of the inner arch.

#### Shah Chandwali

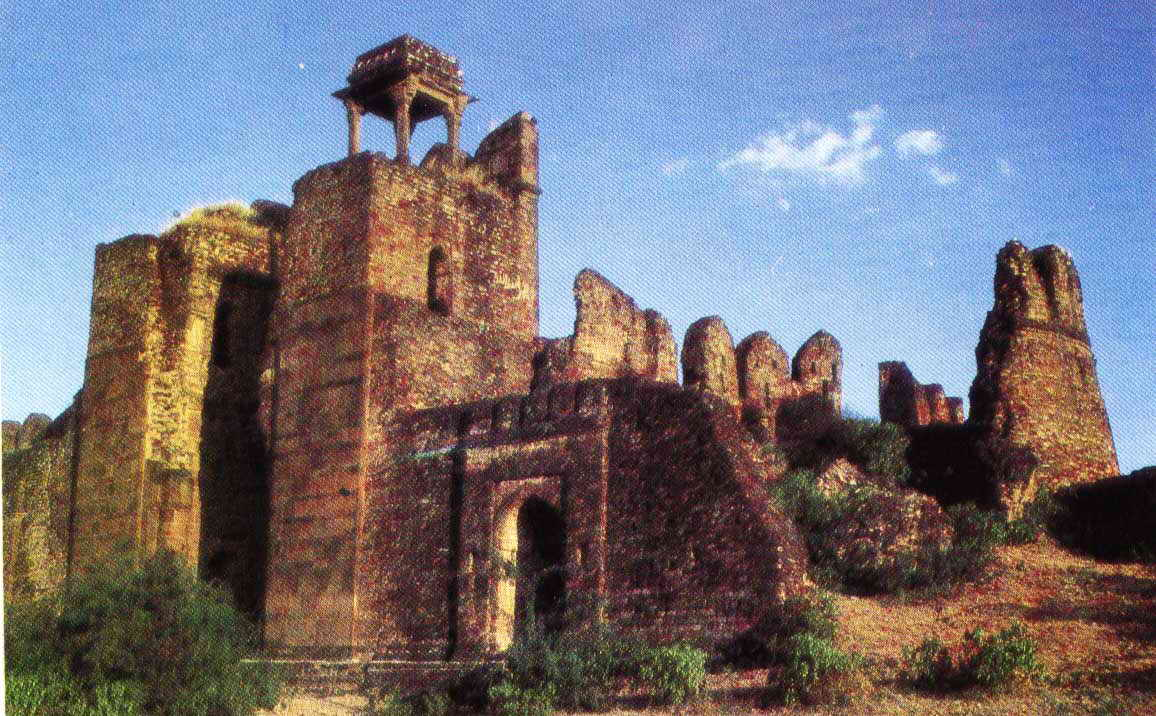
Cổng Shah Chandwali

This gate links the citadel to the main fort. It is named after 'Shah Chandwali who refused to get his wages for working on this gate. The saint died while still on work and was buried near the gate. His shrine still stands to this day.
This gate is also a double gate. The outer gate, the entrance of which is from the citadel is 13.3 meters wide and 8.23 meters deep. The inner gate is a simple archway which is 3.66 meters wide.
There are 12 gates of the fort.

#### Kabuli

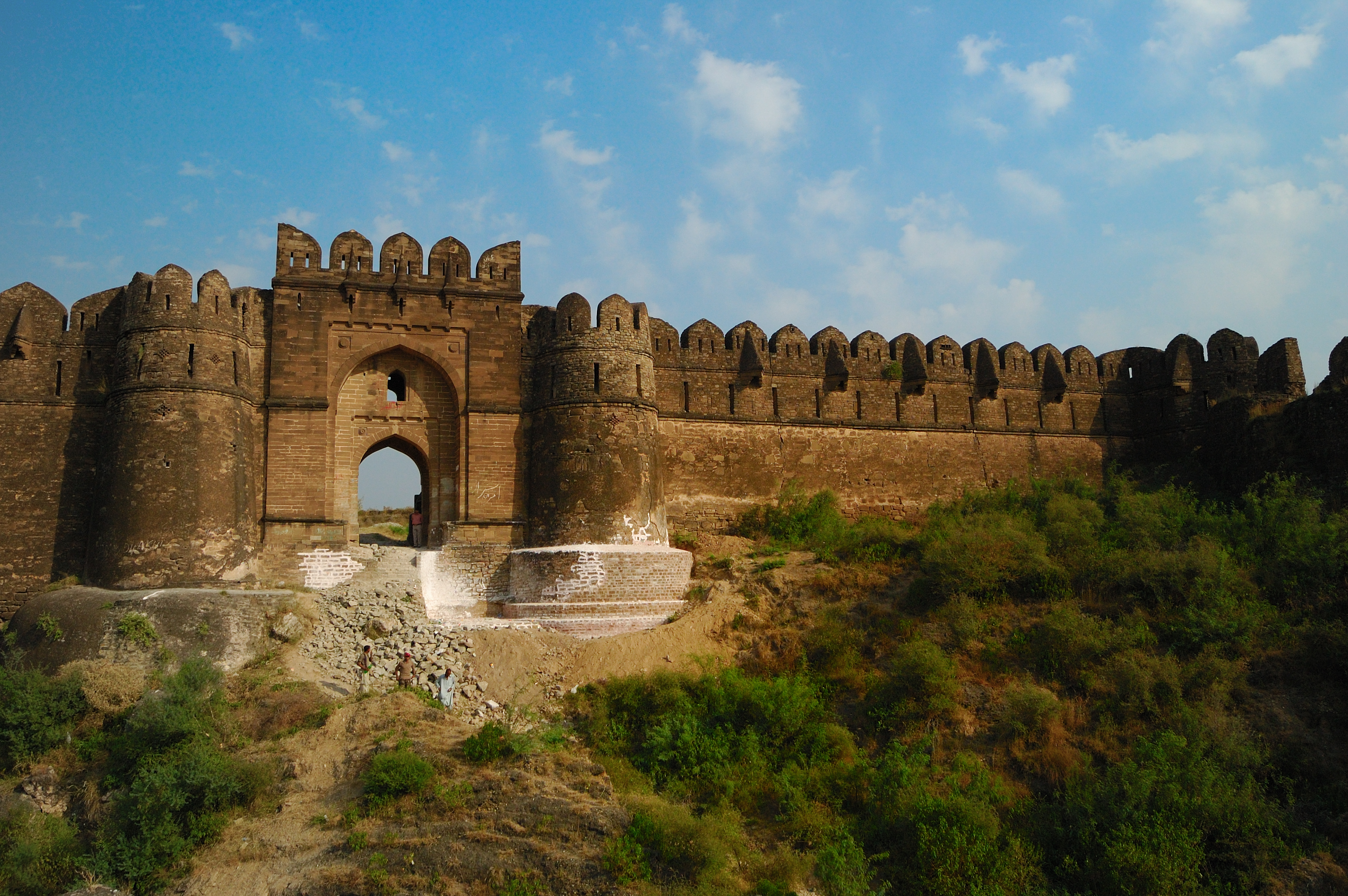
Kabuli Gate

The Kabuli gate derives its name from the fact that it opens towards the northwest in the general direction of Kabul. The gate now houses a visitors' information center, and a museum set up by the Himalayan Wildlife Foundation.
The gate may have been built in two stages. It consists of an inner and outer gate which encloses a step-well. Its opening is 3,15 mét (10,3 foot) wide, and is flanked by two bastions on either side of the opening. The gate has 5 battlements on top, and has stairs leading up to it from the outside. On the southern side of the gate is the Shahi (Royal) Mosque because of which many people also call it Shahi (Royal) Darwaza (Gate or Door).

#### Shishi
The gate derives its name from the beautiful glazed tiles used to decorate its outer arch. These tiles are the earliest examples of this technique which was later refined in Lahore. These tiles are blue in color.
An inscription on the left side of the gate gives the date of construction of the fort. The inscription is in Persian and is translated as
In the Hijri Year 948 [1541 CE] came the exalted

At that time constructed the great fort 

The emperor is Sher, with long life 

There is no match to his good fortune

It was completed by Shahu Sultan 

#### Langar Khani

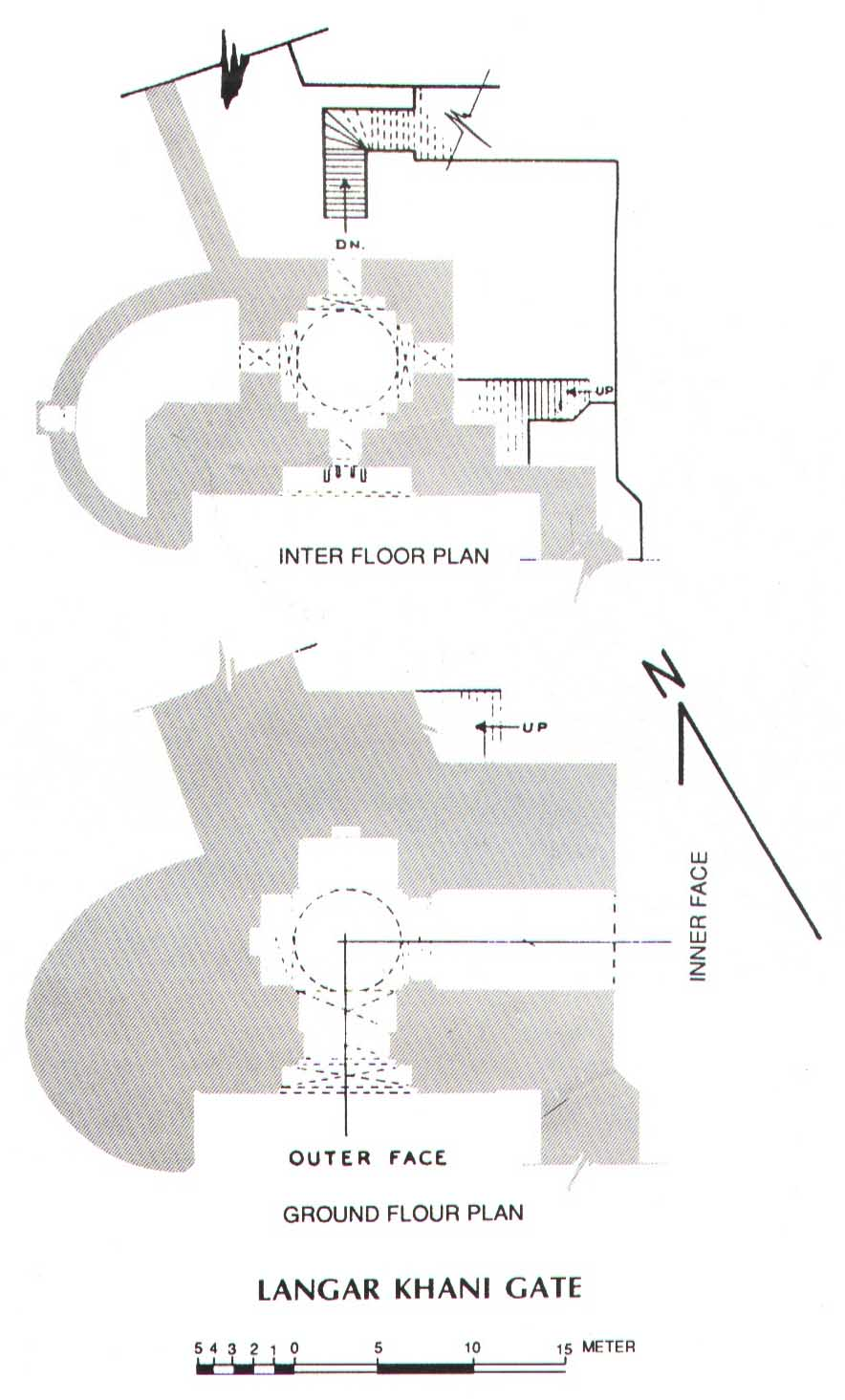
Langar Khani Gate Plan

Langar Khan is a double gate which is 15,25 mét (50,0 foot) high, 3,5 mét (11 foot) wide with a central arched opening. The oouter arch has a small window like the Sohail Gate. The outer opening leads to a Langar Khana (Mess or Canteen).
There are two bastions on either side of the gate which have kitchen, stores and a well for water. The opening of this gate is L shaped. As soon as one enters from the outer gate one has to turn right.

#### Talaqi
This gate is 15.25 meter high and 13.8 meter wide with two bastions on either side. This gates name derives from "Talaq" (divorce). According to a legend, Prince Sabir Suri entered the gate and had an attack of fever which proved fatal. This was regarded as a bad omen and the name became "Talaqi".

#### Mori or Kashmiri
The gate opens to the north and faces towards Kashmir. This gate opens into one chamber which opens into another.

#### Khwas Khani
This gate is named after one of Sher Shah Suri’s greatest general, Khwas Khan. This was the original entrance to the Qila (Fort) because outside the gate lies the old GT Road.
It is a double gate. The outer gate is 12,8 mét (42 foot) wide and 8 mét (26 foot) deep. It is accessible by only one gate and also had a very fine Baoli which suggests that it was meant for the Chief and his family.This gate has a bastion and a defensive wall on each side. On the bastions cannons could be deployed. The inner and outer gates are almost mirror images of each other. The top of the gate has five battlements. All of these have loopholes as well as machicolation. Unlike other gates of this Qila, the inner side of the gate has five battlements.
The inner and outer arches have sunflower motifs like the Sohail Gate. The gate also has a room which has windows opening to the inside and the outside.
It is pertinent to mention here that when the Gakhars refused their allegiance to Sher Shah Suri, he launched an expedition to punish them. This resulted in the capture of the Gakhar chief Sarang Khan and his daughter. Sarang Khan was then killed. His daughter was then married to Sher Shah’s favourite general Khwas Khan.

#### Gatali

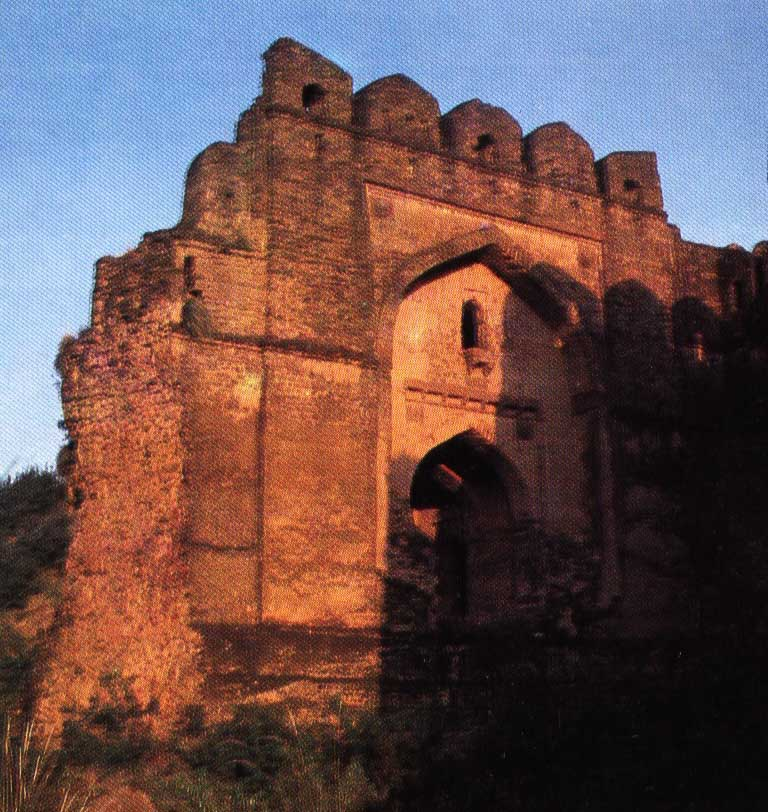
Cổng Gatali

Đây là một cổng đơn, cao 9,15 mét và bề dày 6,1 mét. Cổng này trông ra the village Gatali Ford (ravine) which is called also Patan Gatiali or Gatiyalian, the important point to cross the River Jhelum for the Kashmir Vally, thus the name.
other then this village aima afghana's comandar habib khan lodhi wellcomed kashmirian pathan brothers who visit Rohtas fort. comandar habib khan lodhi was right hand to king sher shah suri.

#### Tulla Mori
This is an entrance rather than a gate. It is on the eastern side of the fort. It is about 2 meters wide. There is a bastion next to this entrance.

#### Pippli
Đây là cổng nhỏ như cổng Tulla Mori, có chiều rộng 2,13 mét.

#### Sar
Đây là một cổng vào nhỏ dường như được tạo ra do người dân địa phương phá vỡ bức tường chính (tường bao bên ngoài) ở giai đoạn sau này như một lối tắt đến một khu rừng lân cận. Có một tháp canh pháo đài bên cạnh cổng này. Ngoài ra còn có một ao bị phá hủy nằm ở phía trước cổng này trong phạm vi pháo đài, vì việc xây dựng pháo đài gây nên. Vì lý do này, cổng có tên là "Cổng Sar" với "Sar" có nghĩa là ao nước.

### Royal mosque

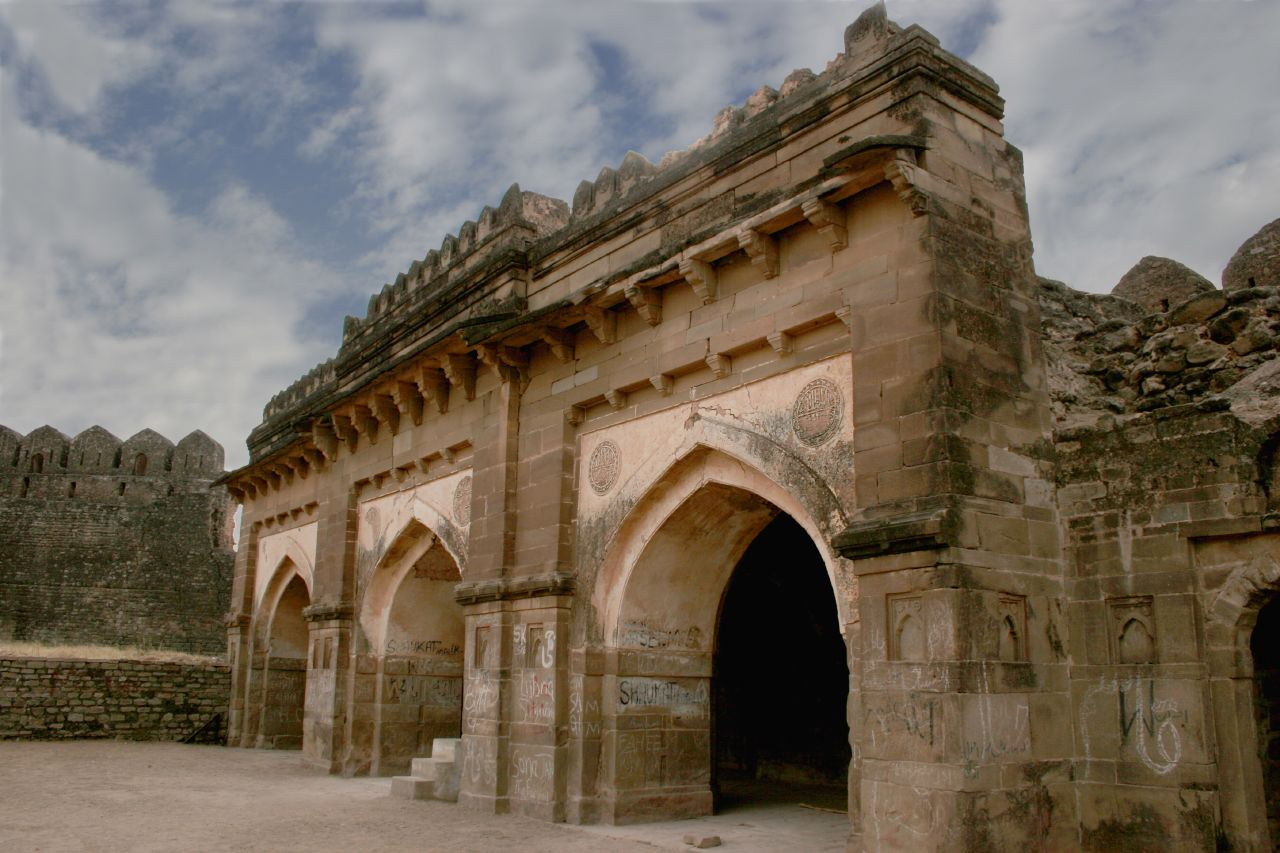
Remains of the former mosque.

This small mosque known as Shahi masjid is near the Kabuli gate. It has a prayer chamber and a small courtyard. It is the most decorated of the original buildings of the fort. To be ever ready in case of attack, stairs lead directly from the courtyard of this mosque to the top of Kabuli Gate.
The prayer chamber is 19.2 meter long and 7.3 meter deep. It is divided into 3 equal chambers. There are domes from the inside but from the outside no domes can be seen. There is a small room at the end of these three chambers. This room was for the Pesh Imam (Prayer Leader). This room has a small domed roof from the inside but no outer dome. There is no place for ablution (cleaning up before prayers) in the mosque. This mosque is built into the fortification wall i.e. soldiers walked over the mosque's roof. The outer wall of the mosque is the fortification wall itself.
On the outer wall of the mosque are beautiful round designs in which Islamic verses are written in Naqsh script. These verses are surrounded by a Lilly going around the Naqsh script. The Lilly design was later used by Mughals in Tomb of Jahangir, Tomb of Nur Jehan and the Shah Burj Gate in Lahore Fort. The design seems to have been copied from the coins used in that time.

### Stepwells

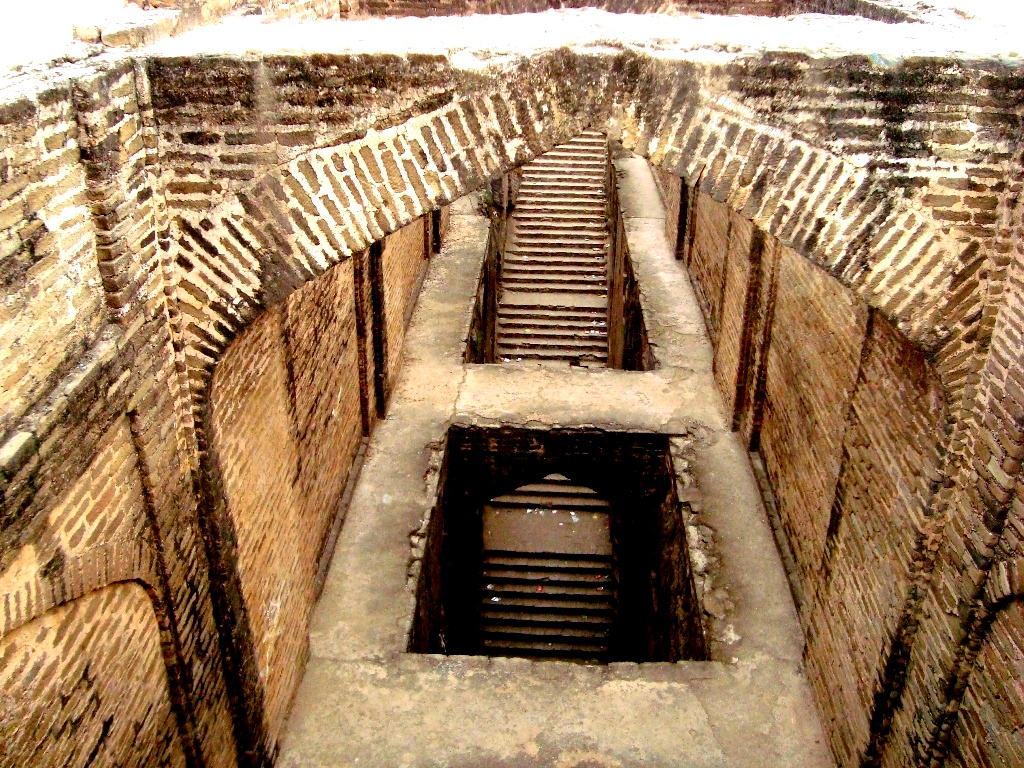
The central stepwell.

Có tất cả ba baoli tại pháo đài. These were made by cutting deep into the lime rock. They are

#### Baolitrung tâm
It is in the middle of the Fort for soldiers, elephants, horses etc. This Baoli has 148 steps. Each step is 20 cm (8 in) wide. The upper portion has been cut in stone. It has three arches that span the length of the baoli.

#### Baolihoàng gia
It is near the Kabuli Gate for the Royal family. It has 60 steps and has small chambers that were used as baths by the Royal family.

#### Baolicổng Sar
A small Baoli near the Sar Gate, most likely used by soldiers.

### Rani Mahal

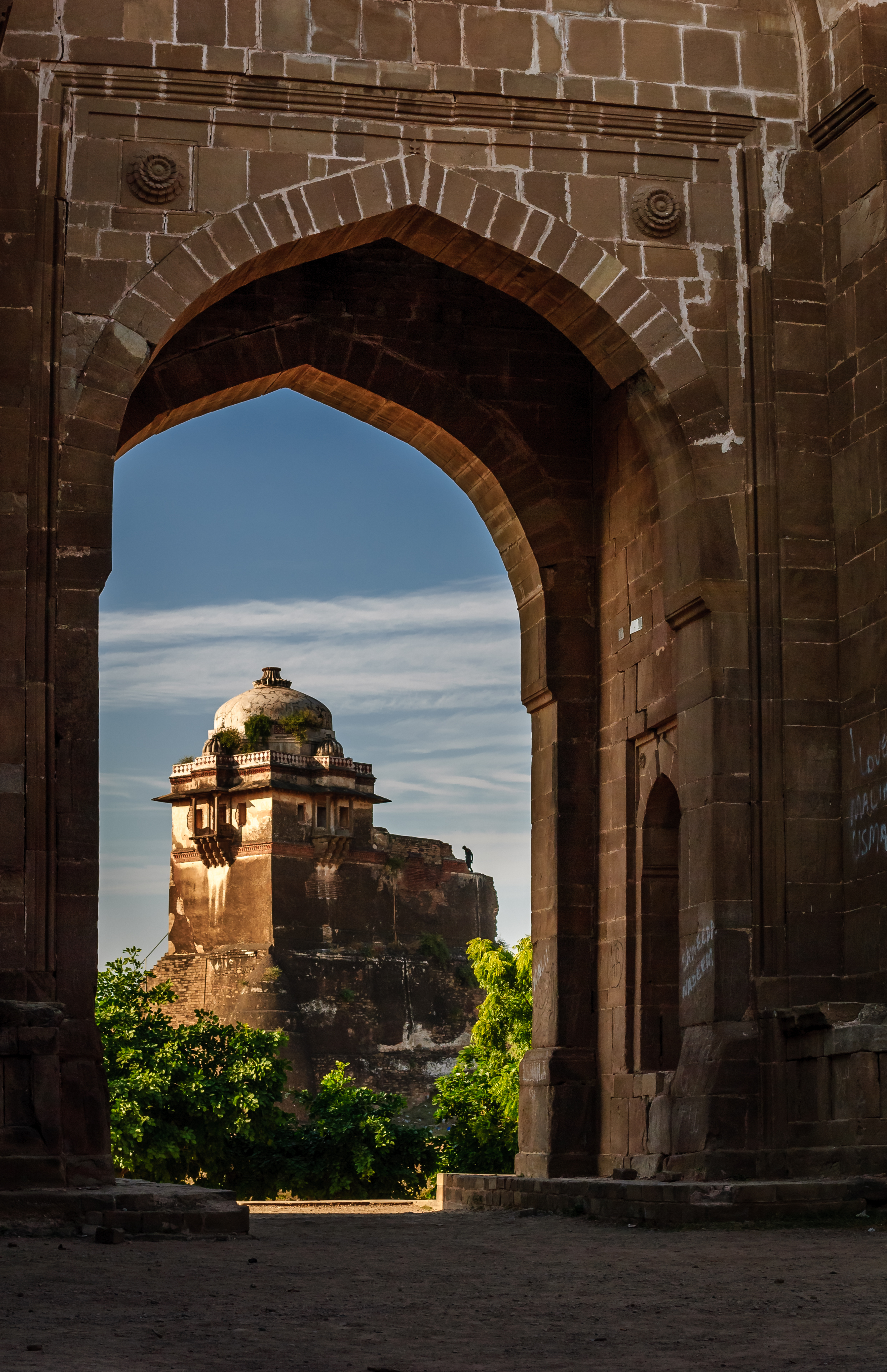
Raja Man Singh haveli

The Rani Mahal (Queens palace) is near Haveli Man Singh. It is a one-storey structure. It originally had four rooms but only room remains standing today. The foundation of the four rooms can still be seen today.
It is not an original part of the fort and is an example of Hindu architecture and built around the same time as the Haveli Man Singh.
The room still standing today is about 20 foot (6,1 m) high and beautifully decorated on the inside and outside. The roof of the dome like room is like a flower. The inside of the roof is decorated with flowers, geometrical patterns and fake windows. The room is about 8 nhân 8 foot (2,4 nhân 2,4 m).

## Decorative features
This fort is an example of purely "Masculine" architecture. It places function over form. This can be gauged from the fact that the fort originally had no permanent building for living.

### Stone carvings

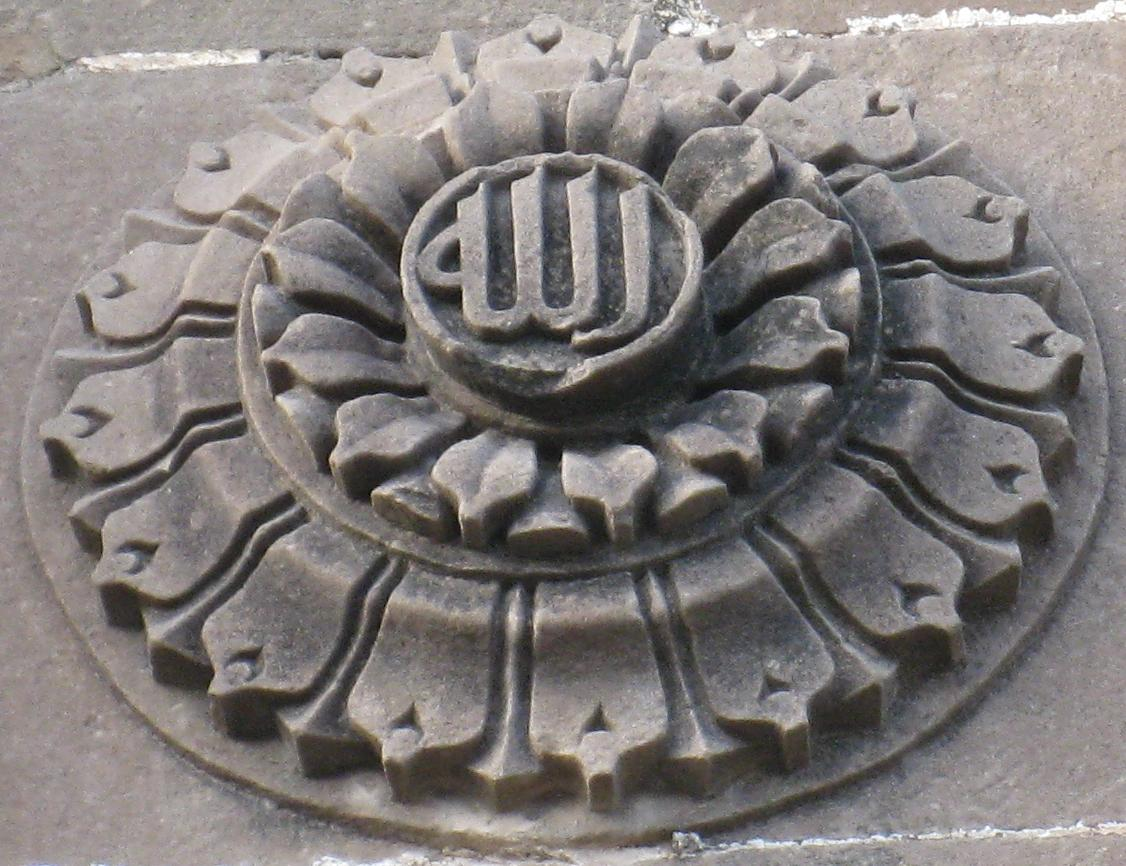
Stonework displaying the name of God.

These carvings are found on the gate and in the mosque. Most of these are engravings in Arabic and sunflowers.
One of these carvings is inside the Shahi Mosque outside the Pesh Imam's (Prayer leaders) room. The carving is of the word "Allah" (God) in Arabic. The same carving is also done on merlons on top of Shahi Mosque.
The sunflower motif is on each sides of the arches of Shahi Mosque. It is also present in the guard post in between each gate.

### Calligraphy
Most of these inscriptions are on the Shahi Mosque. On the outer wall of the mosque the "Kalima" is written in beautiful calligraphy on both sides of each arch of the Shahi Mosque. The Naskh script is used.
There is an inscription in Persian on the Shishi gate which gives the date of start of construction. The same inscription is also found over the Talaqi gate.
There are other inscriptions on the Khwas Khani, Langar Khani and Gatali gate.

### Tilework
These tiles are found on Shishi gate. This type of tile became extremely popular with the Mughals who further refined them. The tiles on Shishi gate are the earliest example of the usage of these tiles. These tiles were made in Lahore.

### Plasterwork
Plaster has been used in the Shahi Mosque.

### Machicolations
Machicolations are small drains that lead from the inside to the walls outside. They are built into the walls and are used by the soldiers on the inside to pour molten lead or other hot liquids on soldiers trying to scale the walls. The Rohtas Fort has hundreds of them and each one is beautifully decorated with geometric patterns. The pictures is of a machicolation near the Langar Khana (Mess Hall).

## Architecture

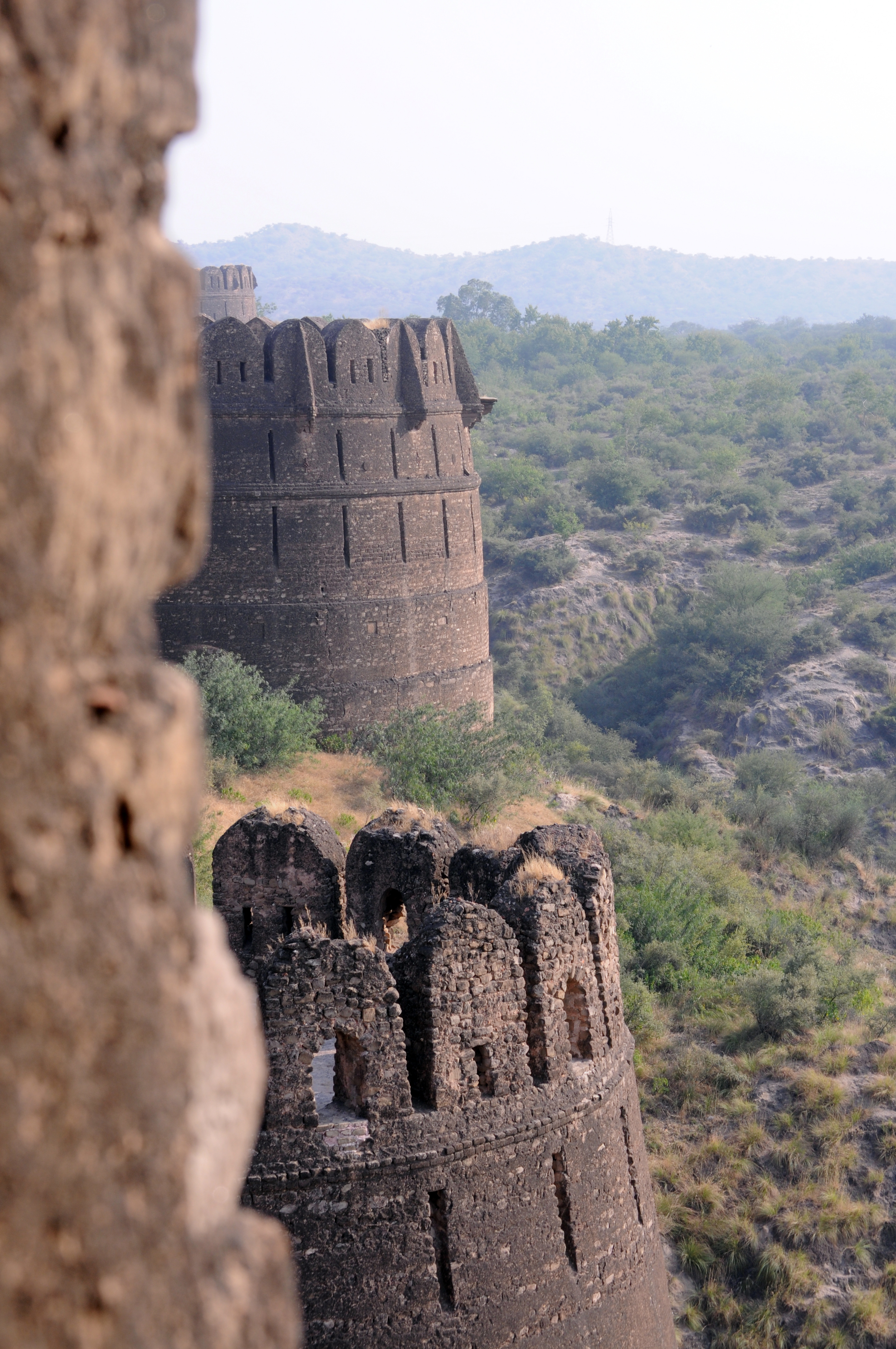
The fort's defenses were bolstered by large bastions.

This fort was built in a style that draws from Turkish, Middle Eastern, and South Asian artistic traditions. The fort's Haveli of Man Singh was built by one of Akbar's generals, and displays elements of Hindu architectural styles.
Before the construction of this fort, the combination of these styles had not been harmonious. Qila Rohtas is the earliest example of the successful mixing of these two styles with the Afghan style being more prominent.
The elements of Hindu architecture are
1. Balconies on Sohail Gate.
2. Decorations on Shahi Mosque derived from Hindu architecture.
3. Haveli Man Singh (Pure Hindu architecture)

The elements of Afghan architecture are
1. Utilitarian construction.
2. Use of stone instead of bricks in building wall.
3. No living quarters.
4. Comparatively less decoration

## Use
The fort was never popular with the Mughals because of its military character. Emperor Akbar stayed here for a single night. Emperor Jahangir rested here for a single night while going to Kashmir for a rest. He said the following about its location"
This fort was founded in a cleft and the strength of it cannot be imagined

Emperor Jahangir again stayed here when he was being forced to go to Kabul by Mahabat Khan. Nur Jahan, his beautiful and resourceful wife obtained troops from Lahore and ordered Mahabat Khan to release her husband. Emperor Jahangir then proceeded to Rohtas and held his court here for a while. Then he went on to Kashmir and back to Lahore to die.
The later Mughals seem to have made no use of the fort. The reason is that they were allies of the Gakhars and consequently needed no troops to maintain their hold over this area.
Timur Shah Durrani secured Multan from the Sikhs in 1780, his forces then defeated the Sikhs at Rohtas, he then secured Bhawalpur và Kashmir. By 1788 he even attempted unsuccessfully to ford the plains of Punjab to rescue his brother-in-law the emperor Shah Alam II who was blinded by a eunuch Ghulam Qadir, unable to succeed he wrote a letter to Charles Cornwallis, 1st Marquess Cornwallis, requesting that the British protect the Mughal dynasty.
After the takeover of the Punjab by the Ranjit Singh, Sardar General Gurmukh Singh Lamba captured the Rothas Fort from Ghakhar chief Nur Khan, father of Fazil Dad Khan in 1825. due to enmity of Main brothers Raja Gulab and Dahain Singh (Dogra Rajajas) having influence over Maharaja, the fort was given to Mohar Singh. But when Mohor Singh retired to Banaras against the wishes of Maharaja, the fort and the contingent of seven hundred horses were placed under Sardar Gurmukh Singh Lamba. Thus making his command long (Lammbi), he was popularly addressed by the Maharaja as Lammba Sardar. It is also said that the sardar had a medium stature where the Mohar Singh was extra ordinary tall personality, Sardar Gurmukh Singh, got surname of Lamba due to Mohar Singh height.

The Maharaja Ranjit Singh gave the fort to Sardar Mohar Singh who was succeeded by Gurmukh Singh Lamba. It was subsequently leased to different people and the last people to manage Rohtas was Raja Fazal Din Khan who joined Sher Singh in rebellion.

## Legacy
Rohtas Fort is an outstanding example of early Muslim military architecture in the South Asia which incorporates features from elsewhere in the Islamic world. It also had a profound influence on the development of architectural styles in the Mughal Empire (and hence on the European colonial architecture that made abundant use of that tradition).

It is also outstanding by virtue of the refinement and high artistic value of its decorative elements, notably its high- and low-relief carvings, its calligraphic inscriptions in marble and sandstone, its plaster decoration, and its glazed tiles.
And
There are no surviving examples of military architecture of this period on the same scale in the South Asia which survive to the same degree of completeness and conservation. Fatehpur Sikri (India) which is already on the World Heritage List represents the full Mughal realization of a form and style that owes everything to its precursor, Rohtas Fort.
The recommendation by ICOMOS (the organization that makes the World Heritage list) made the following recommendation
Rohtas Fort is an exceptional example of the Muslim military architecture of central and South Asia, which blends architectural and artistic traditions from Turkey and the South Asia to create the model for Mughal architecture and its subsequent refinements and adaptations.

## Conservation
Most of the fort is in a very good state of preservation. In the portions that have fallen away (Haveli Man Singh) one can still see some part of the original construction.
The central archway of the Chandwali Gate has been rebuilt recently so that is the only "fake" part of the fort.
In early 2005, seepage, heavy rains, and general neglect caused the left inner face of the Talaqi Gate to collapse, and the right flank and foundation to become detached from the original structure.
The Gatali Gate forms one of the original entrances to Rohtas. Over time, its right bastion and supporting wall have collapsed as a result of permeated rainwater and the erosion of its foundations.

### World Heritage Status
Rohtas Fort was designated a World Heritage Site in 1997, having met the following inclusion criteria:

Criterion (ii): "Rohtas Fort blends architectural and artistic traditions from Turkey and the Indian subcontinent to create the model for Mughal architecture and its subsequent refinements and adaptations."

Criterion (iv): "Rohtas Fort is an exceptional example of the Muslim military architecture of central and south Asia during the 16th century."

The fort was also noted for its high-level of integrity, and authenticity.

### Himalayan Wildlife Foundation
The Rohtas Fort Conservation Programme was conceived by the Himalayan Wildlife Foundation in 2000 to help protect the sixteenth-century Rohtas Fort near Jhelum, and develop it as a heritage site conforming to international standards of conservation and tourism. It is undertaking the following projects in conjunction with the Royal Norwegian Embassy.

### Government Eviction Notice
In 1992 the government ordered the locals of Rohtas to leave the inside area of fort and state that the government would construct houses for them outside the fort. Zafar Chughtai the chairman of Rohtas opposed the stay order from government declaring that no government will take the properties of Rohtas locals. The stay order is still effective but no subsequent government has pursued its execution and has allowed the fort residents to reside there.
1. Complete restoration of Shah Chandwali Gate
2. Conservation of Haveli Man Singh
3. Conservation of Talaqi Gate and Gatali Gate
4. Establishment of Sher Shah Suri Museum in upper storey of Sohail Gate
5. Improvement of quality of life in Rohtas Fort village

## Nearby places of historical significance
Outside the Langar Khani Gate is the tomb of a lady called Khair Un Nisa. She was the daughter of the food minister named Qadir Bukhsh. She died here and was buried in this tomb but she was later moved to Sasaram.
Until the construction of the new Grand Trunk Road, Rohtas was a halting place on the main Peshawar-Lahore road. This road had serais about a mile apart. One of these is about one mile (1.6 km) north of the Rohtas Fort. It is in a fair state of preservation.

## Truy cập

### Từ Islamabad
The dual-carriage Grand Trunk Road takes you past Gujar Khan and Sohawa, to the small town of Dina 130 km away. Just past Dina you will drive over a railway overpass, stay to the right of the road and take the first U-turn to drive back towards Dina. After about 100 meters to your left you will find a signpost, which indicates the way towards the road leading to Rohtas Fort which is 8 km away, past the small holy village of Muftian home to the Mufti Tribe. Drive on the road to enter into the fort and keep driving till you reach the parking area.

### Từ Lahore
Drive on G.T. road past Gujranwala, Wazirabad and the city of Jhelum. About 10 minutes drive beyond the Jhelum bridge just short of the city of Dina, you will find a signpost to the left directing you to Rohtas Fort.

## Gallery

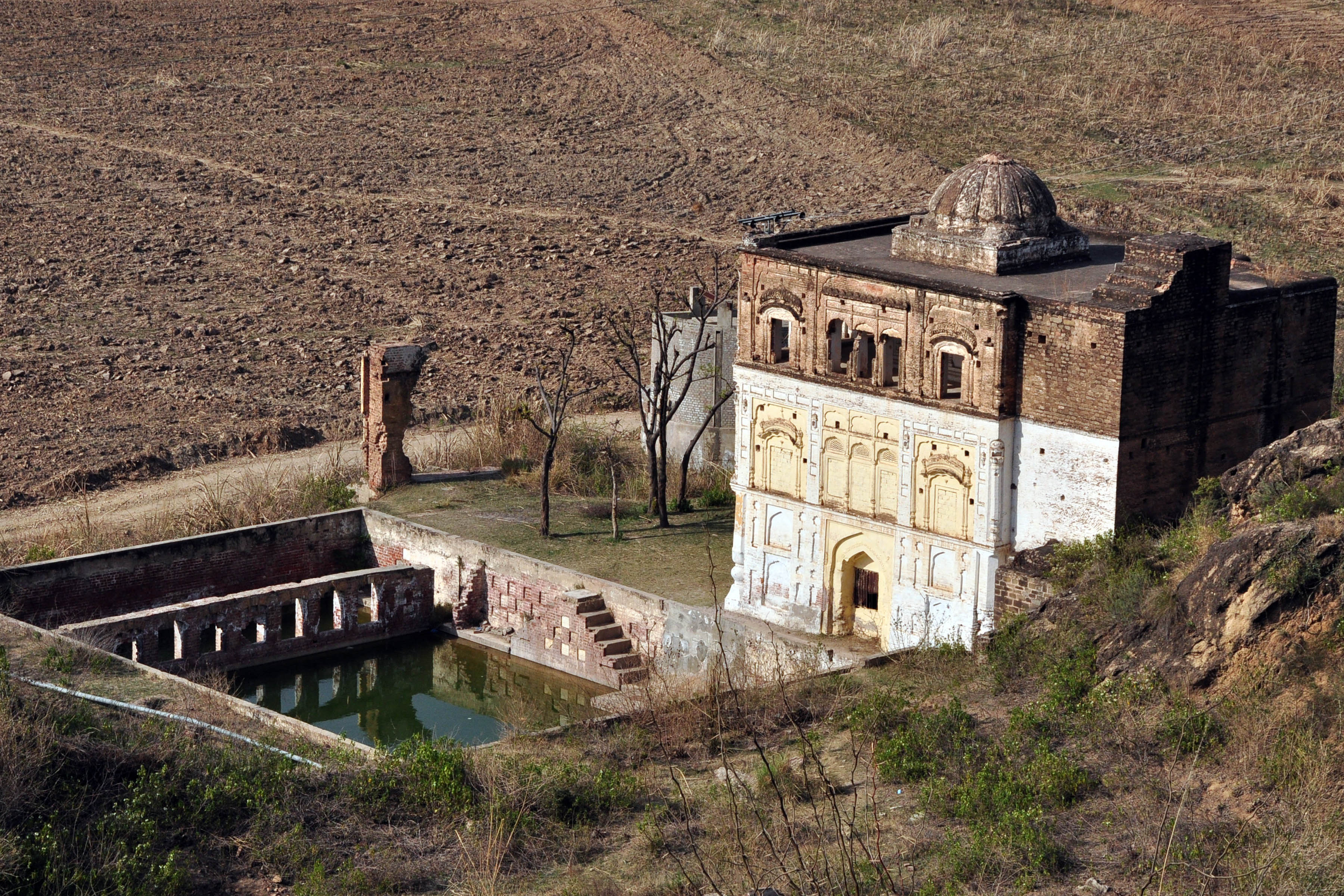
Gurudwara Chowa Sahib is located just outside the fort, near the Talaqi gate.
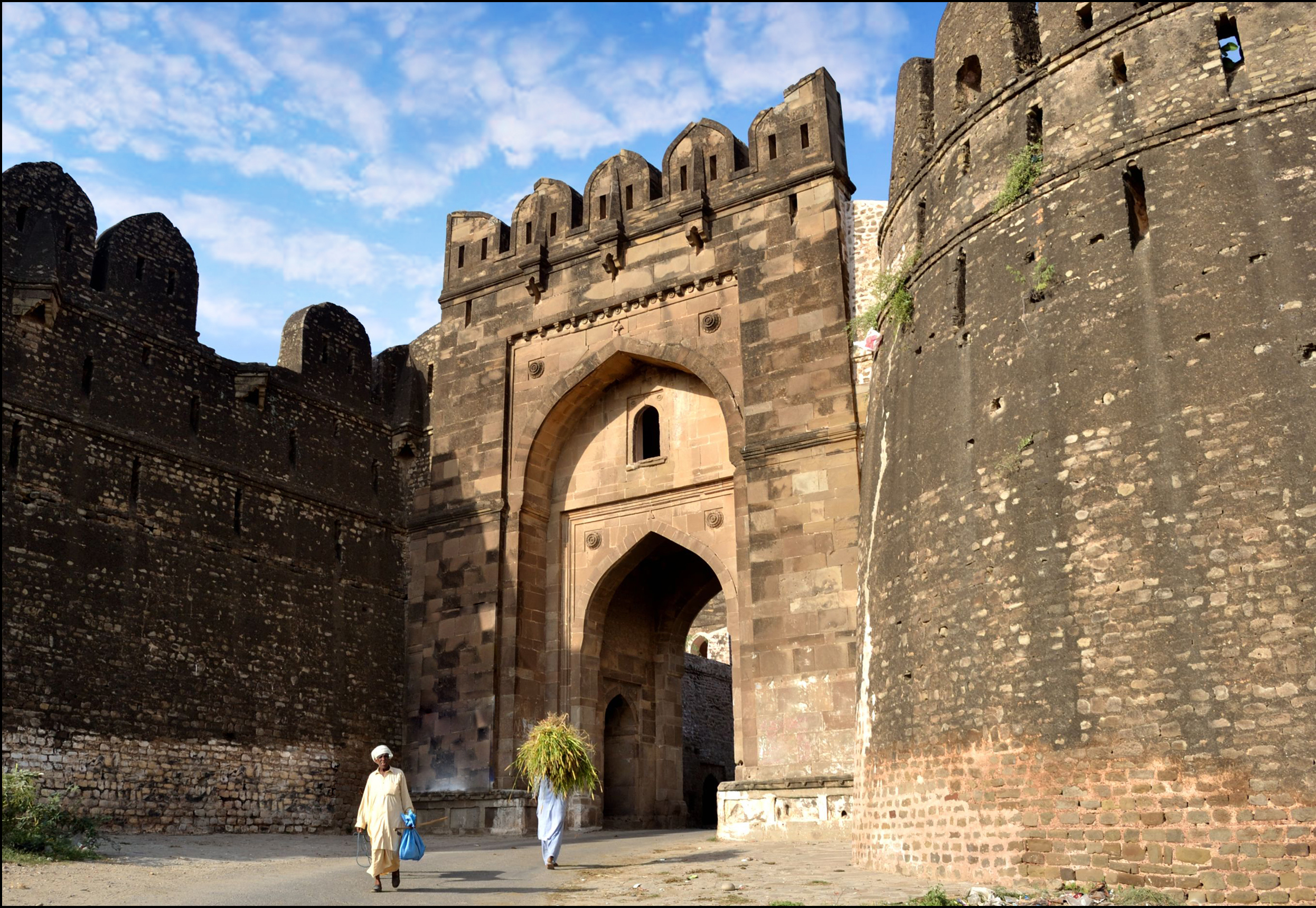
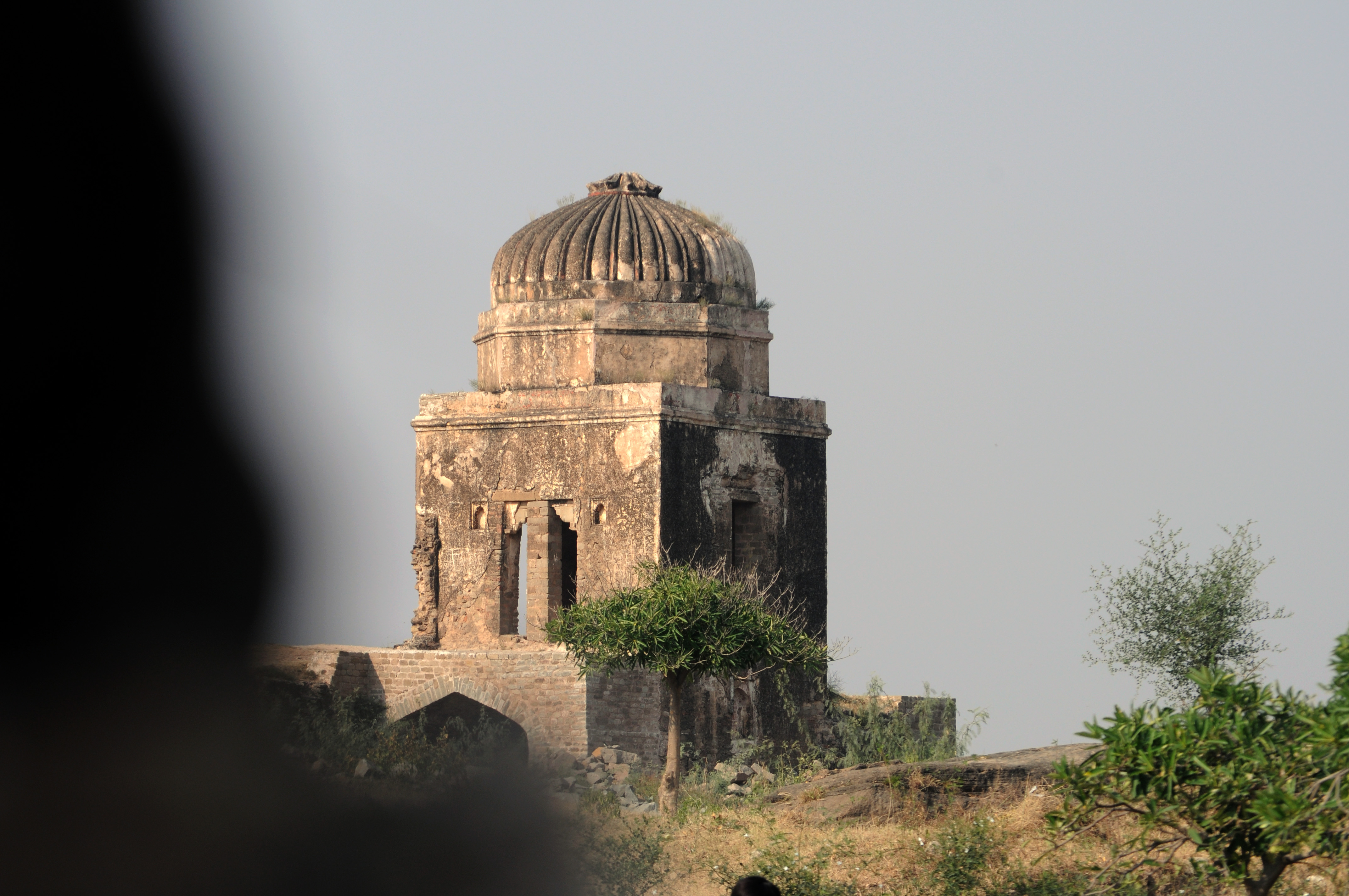
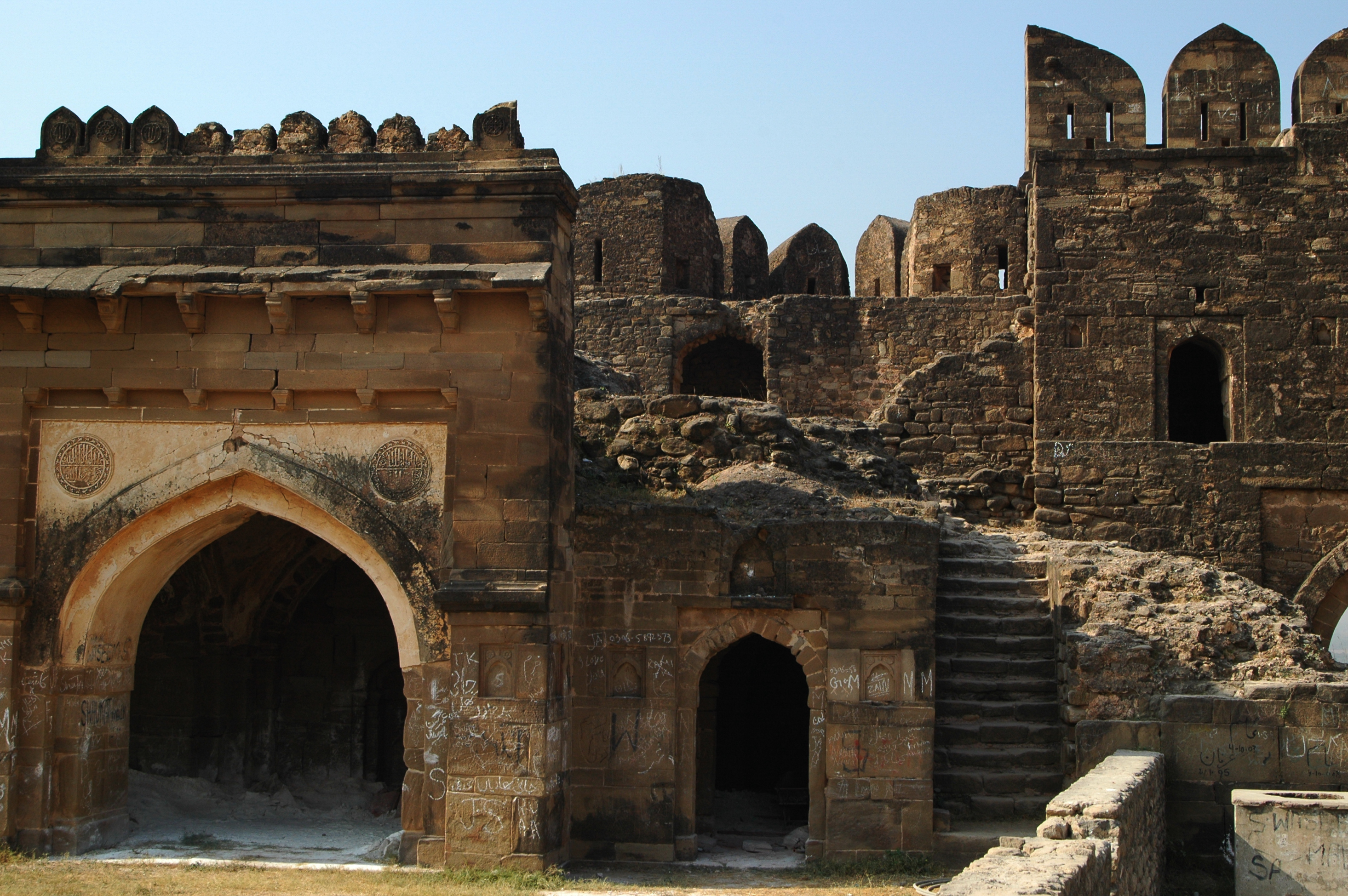
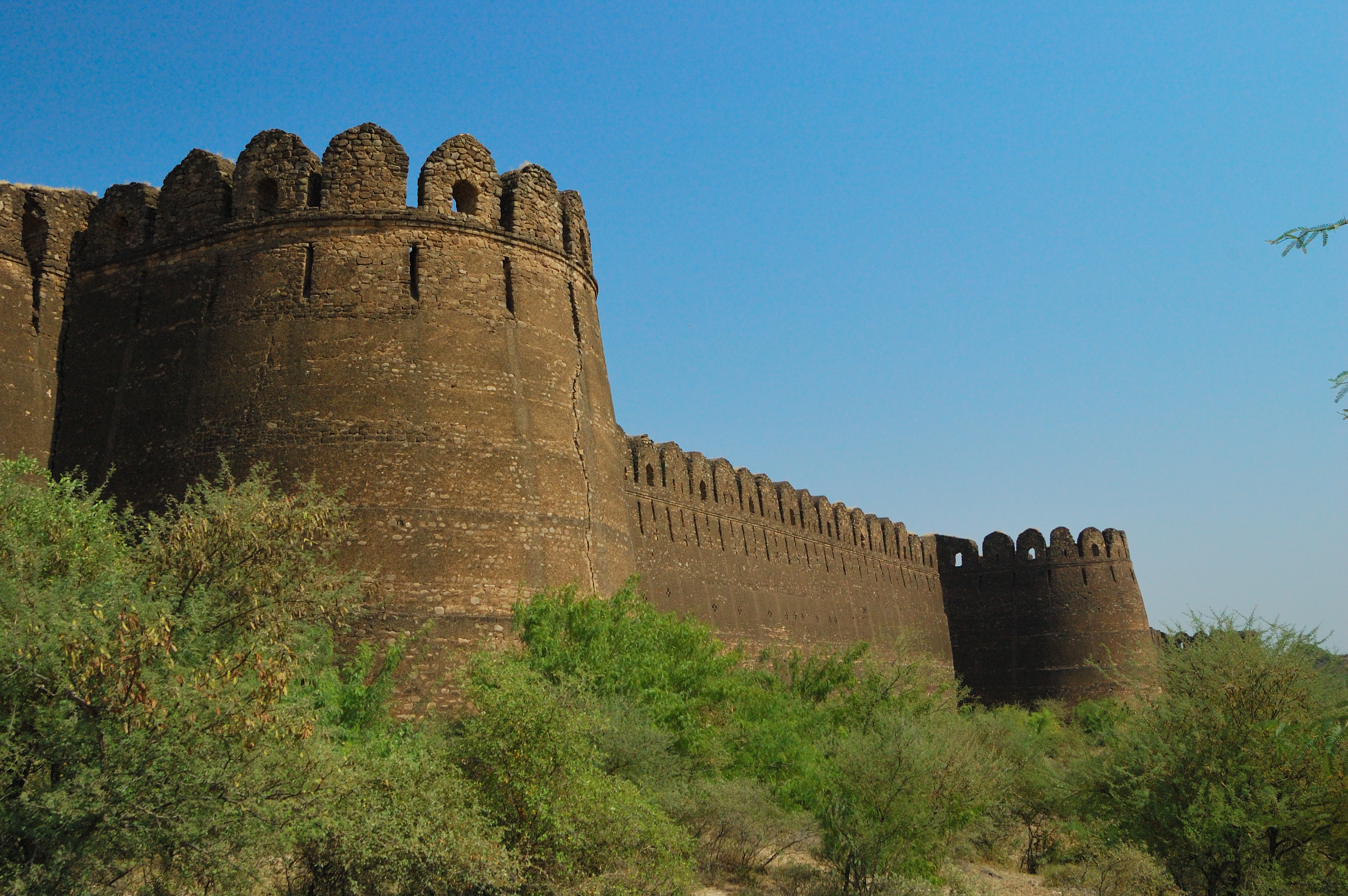
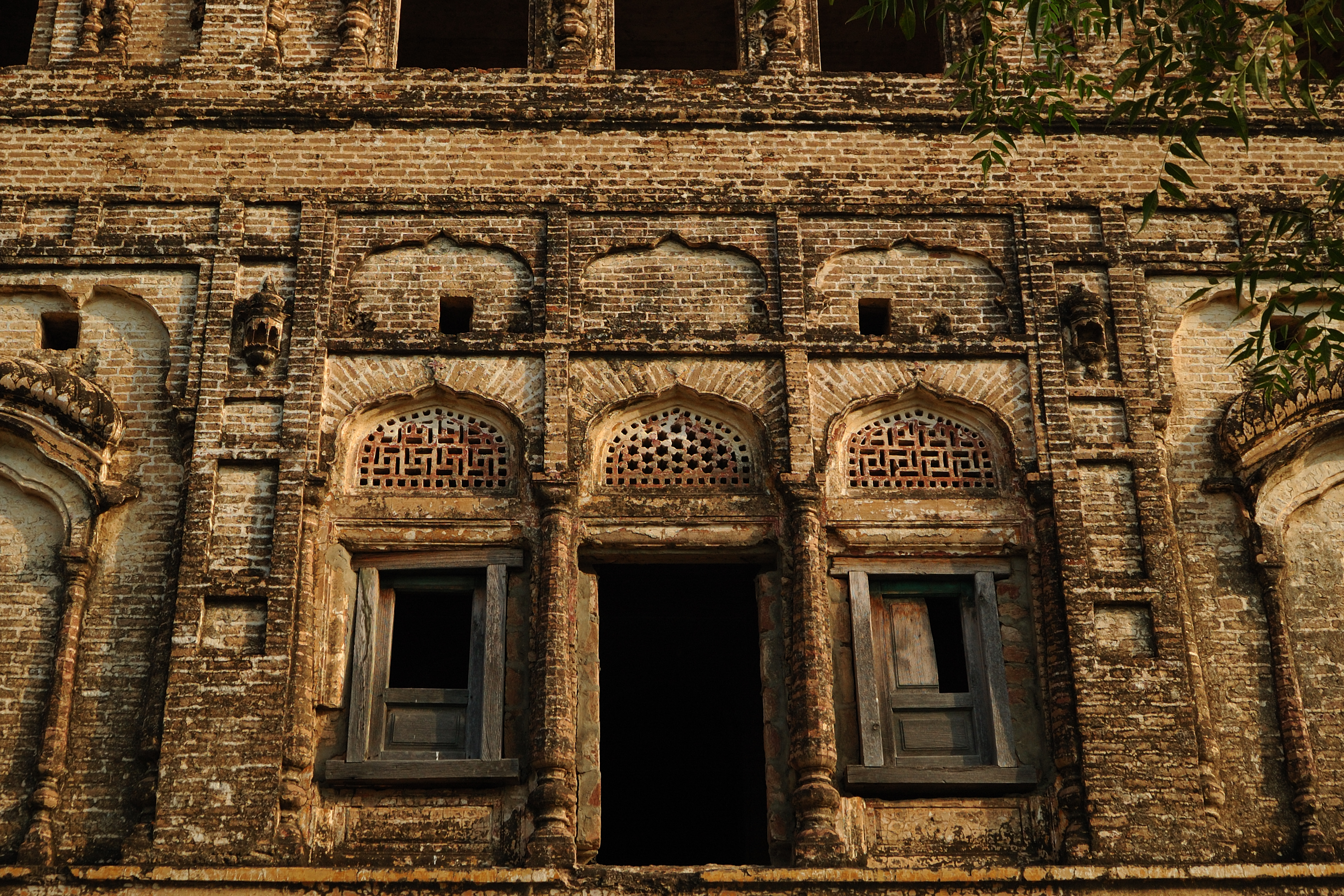
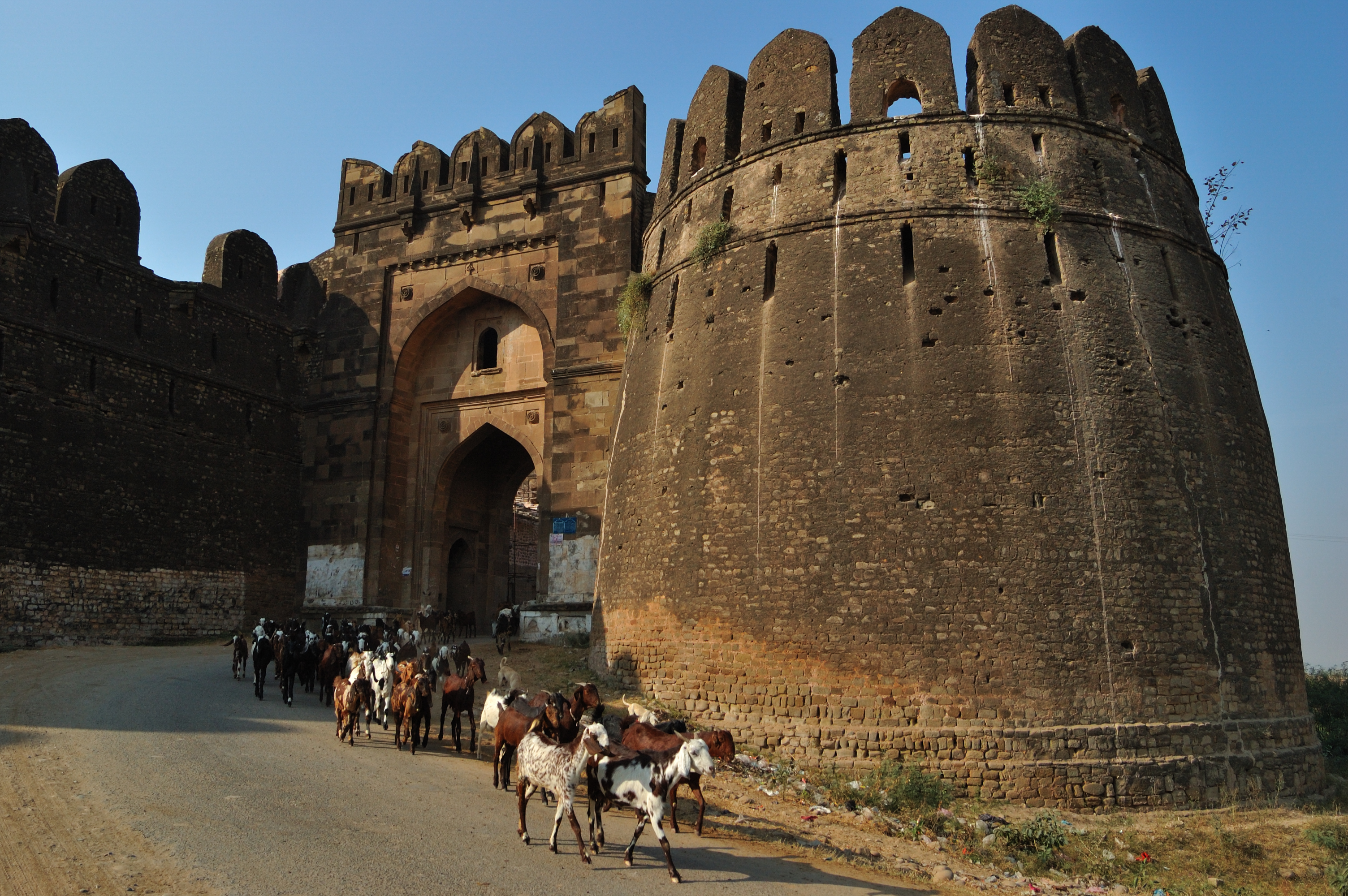
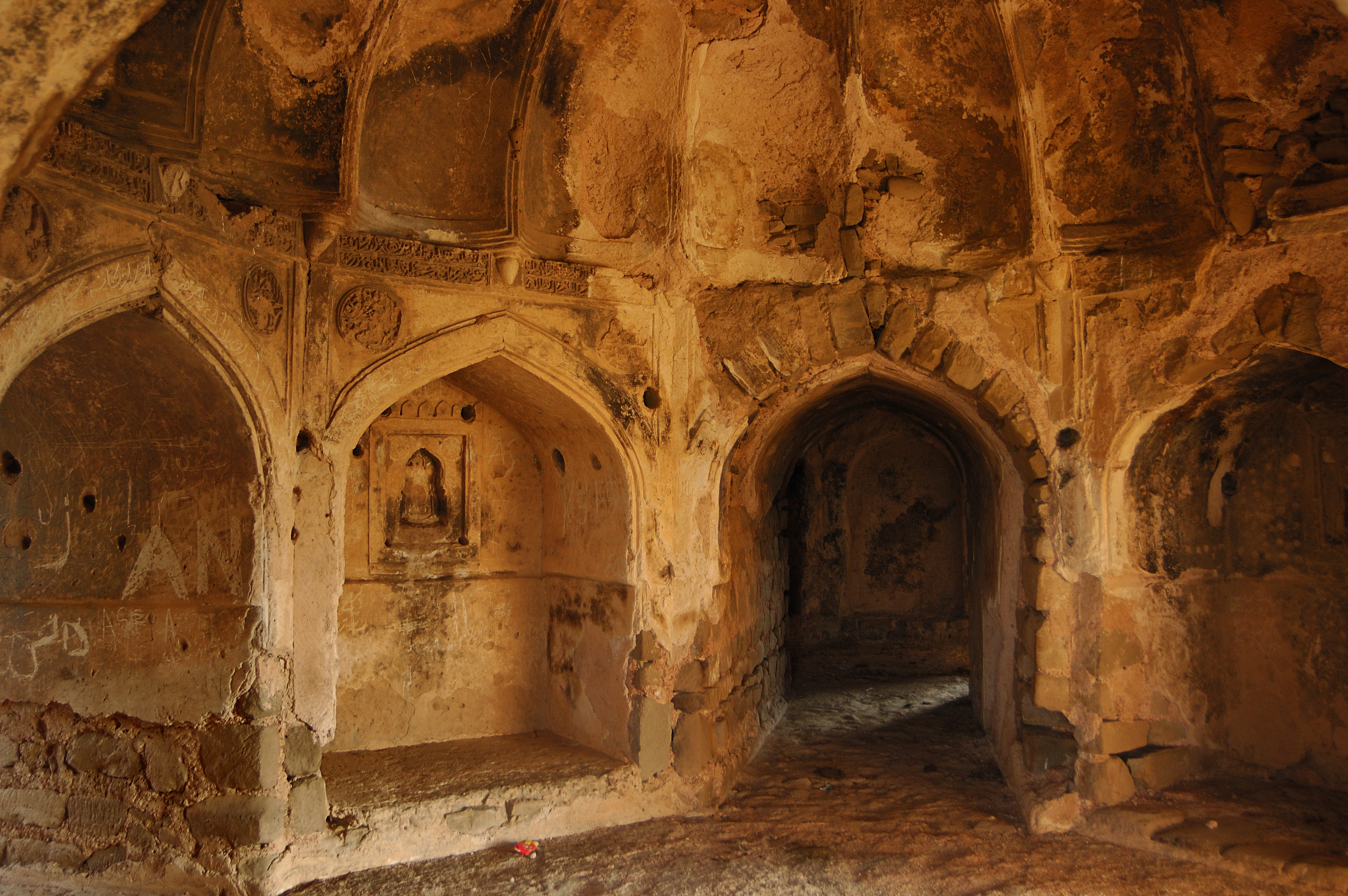
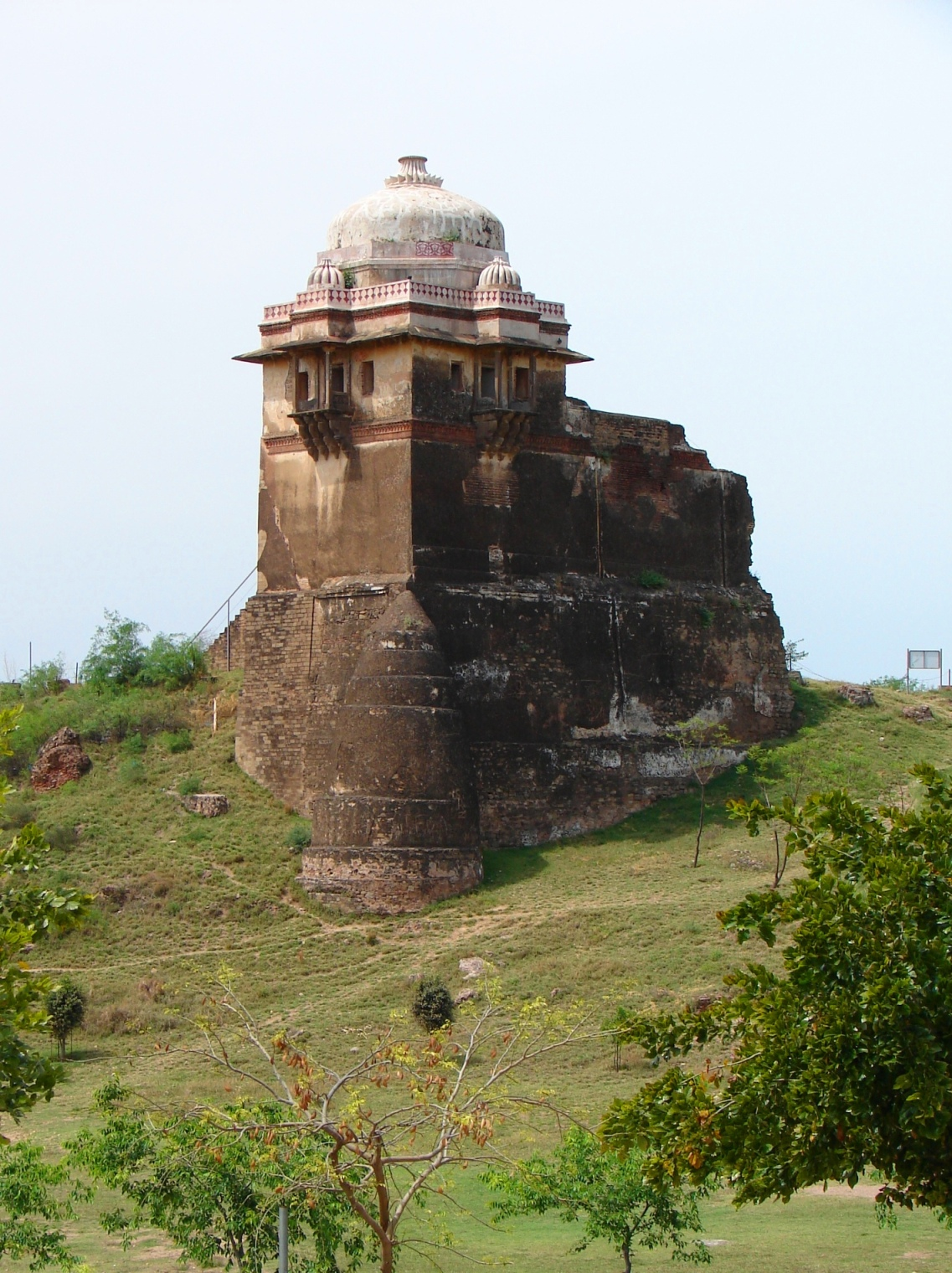